# René Masclaux
René Masclaux (Reims, 22 dicembre 1945) è un ex calciatore francese, di ruolo difensore.

## Palmarès

### Competizioni nazionali
- Coppa Gambardella: 1

Stade de Reims: 1964
- Supercoppa francese: 1

Stade de Reims: 1966
- Coppa delle Alpi: 1

Stade de Reims: 1977